# Bauwagen

Bauwagen einer Solidarischen Landwirtschaft, 2020

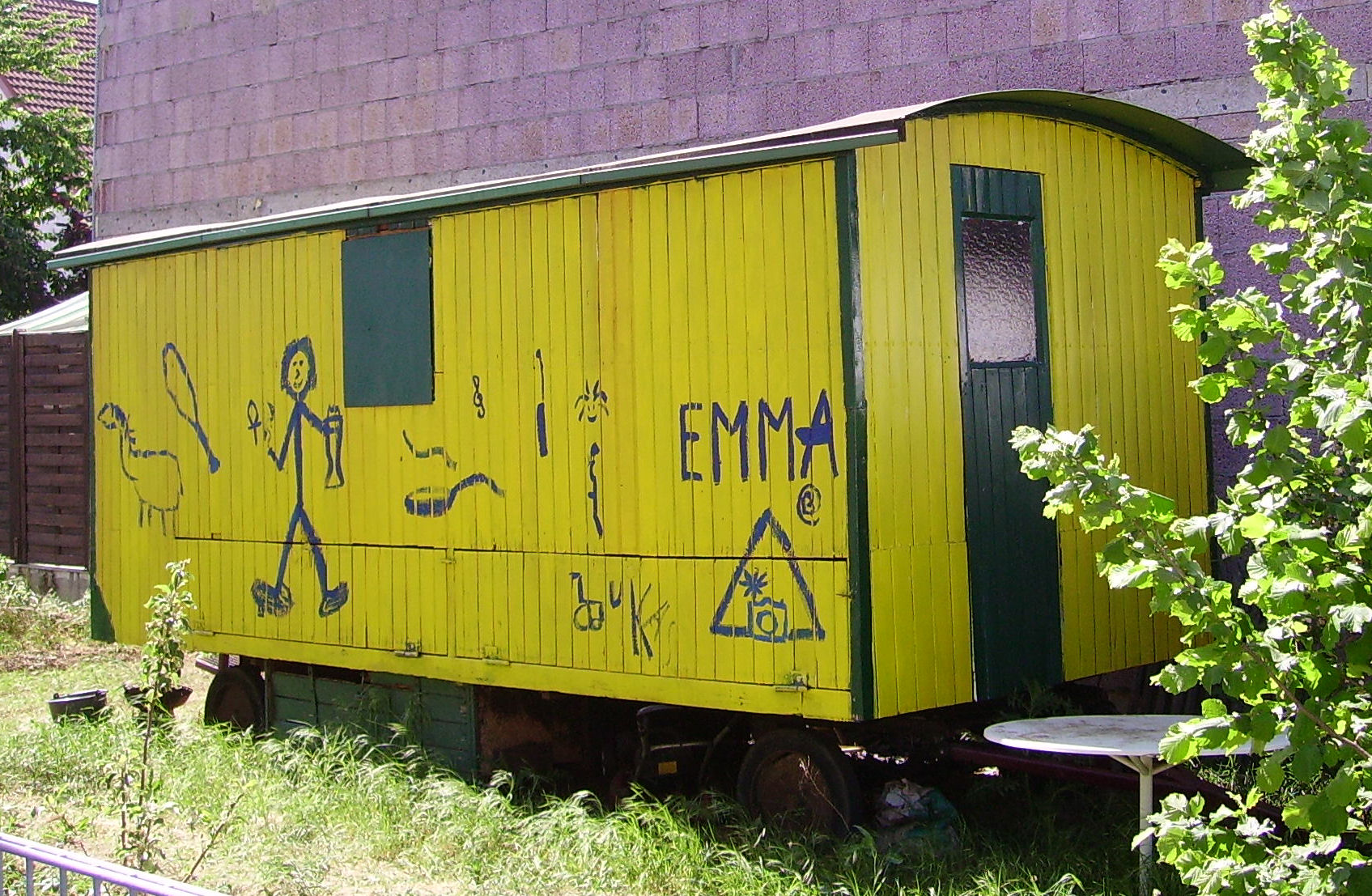
Bauwagen in Ludwigshafen

Geschwindigkeitsschild 25 km/h nach StVZO § 58 für zulassungsfreie Anhänger

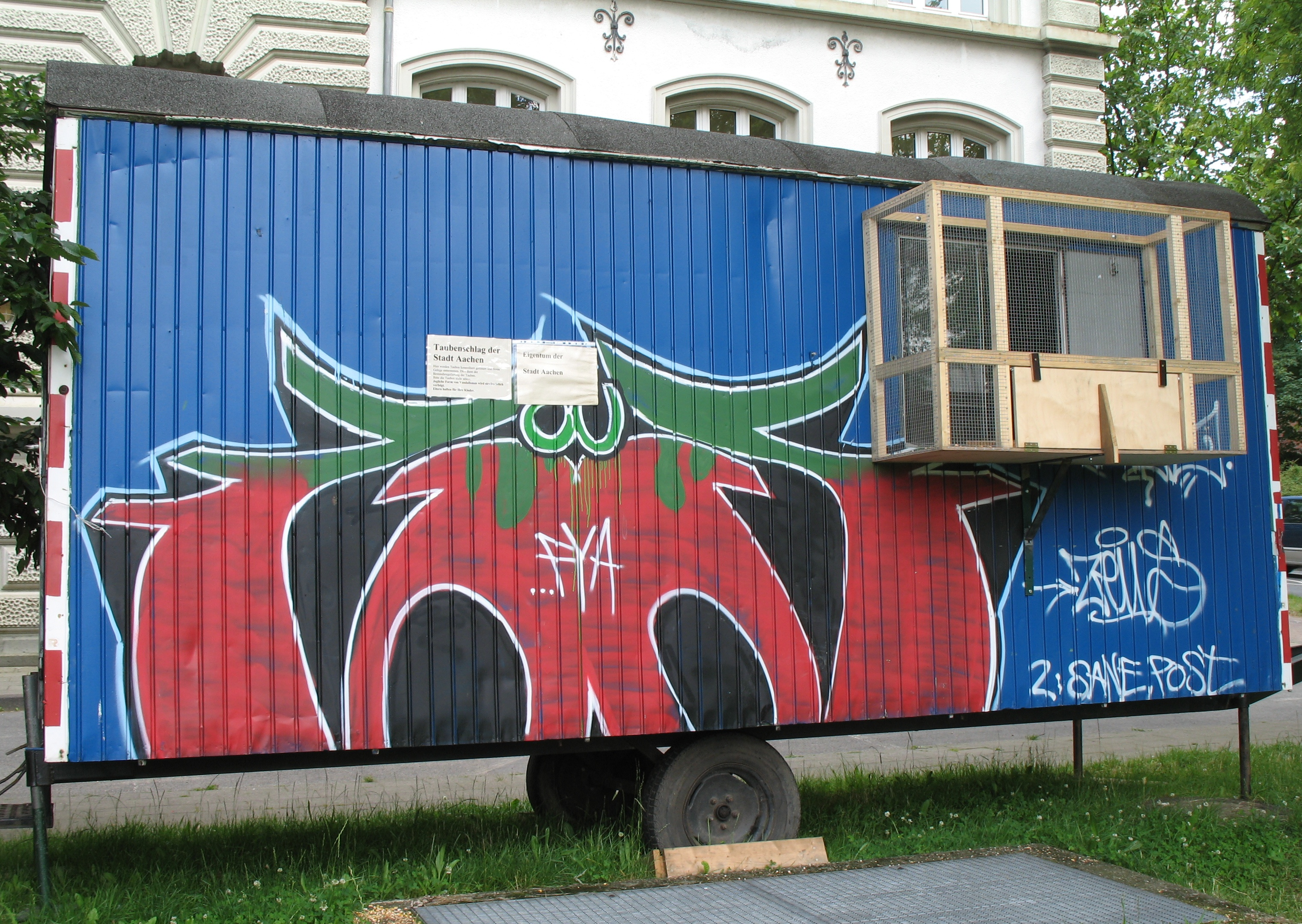
Zum Taubenschlag umgebauter Bauwagen

Ein Bauwagen ist ein speziell konstruierter Anhänger für den Transport hinter Lastkraftwagen, Traktoren oder Baumaschinen. Der Bauwagen besteht aus einem herkömmlichen Anhängerfahrgestell, auf dem sich als Aufbau eine Kabine aus Holz oder aus den heute üblichen Sandwichplatten befindet. Als Dachaufbau bei Bauwagen ist in Deutschland heute ein Runddach üblich. Auf Baustellen an größeren Gewässern können Bauhüttenschiffe zur Anwendung kommen.

## Beschreibung
Der Bauwagen hat seinen Namen von der vorwiegenden Verwendung auf Baustellen, wo er für die dort beschäftigten Bauarbeiter während der Arbeitszeit eine mobile Unterkunft darstellt. Auf Baustellen dienen Bauwagen als Umkleidekabine, Aufenthaltsraum und Werkzeuglager. Die Inneneinrichtung eines Bauwagens beschränkt sich im ursprünglichen Zustand auf Sitzgelegenheiten, einen Ofen und Spinde oder Schränke.
Charakteristisch für Bauwagen älterer Bauart ist das außen angebrachte Ofenrohr mit Abdeckung. Bauartbedingt dürfen Bauwagen meist nur mit maximal 25 km/h auf öffentlichen Straßen bewegt werden, alte Modelle ohne Straßenzulassung nur mit 10 km/h. Für die Logistik überregional tätiger Bauunternehmen sind solche langsam laufenden Bauwagen zu unflexibel, daher gibt es auch Schnellläufer, die für eine Höchstgeschwindigkeit von 100 km/h zugelassen werden können, und die durch das dafür notwendige aufwändigere Fahrgestell ein Vielfaches kosten.
Obwohl er vor allem auf kleinen und Tagesbaustellen sehr wirtschaftlich – weil flexibel einsetzbar – ist, wurde der traditionelle Bauwagen teilweise von moderneren, universell einsetzbaren Containergebäuden verdrängt, die je nach Einsatzzweck unterschiedlich ausgestattet werden. Weil für das Auf- und Abladen solcher Unterkünfte spezialisierte Lkw und eventuell Kräne benötigt werden, können sich Bauwagen dort behaupten, wo sich die aufwändige Anlieferung/Abholung von Containern nicht rechnen würde.

## Weitere Verwendungen
Ein bekannter Bauwagen in Deutschland ist derjenige aus der Kinderfernsehserie Löwenzahn. Erst wohnte Peter Lustig in der Sendung in einem umgebauten Bauwagen, mittlerweile ist es Fritz Fuchs.
In der Bauwagenszene werden Bauwagen zu Wohnstätten umgebaut. Oft sind sie auf Bauwagenplätzen versammelt. Bewohner sind häufig jugendliche Aussteiger oder Studenten, welche die Freiheit einer solchen besonderen und preiswerten Wohnung (oft beheizt mit Holz- oder Kohleofen) schätzen.
Weitere Nutzungen umgebauter Bauwagen sind Toilettenwagen, Unterkunft in einem Waldkindergarten, mobile Verkaufsstände, Partyraum oder Basis für Elektronikeinbauten (zum Beispiel für die Verwendung als mobile Mobilfunkstationen bei Großveranstaltungen oder für Katastrophenfälle). Im ländlichen Raum nutzen Jugendliche ausgediente Bauwagen gelegentlich als Treffpunkt. Auch als Gartenhaus im Schrebergarten, als Stall für Kleinvieh wie Hühner sowie für ähnliche Zwecke werden ausgediente Bauwagen oft verwendet.